# Grand prix du cinéma français
 (juin 2024).
Si vous disposez d'ouvrages ou d'articles de référence ou si vous connaissez des sites web de qualité traitant du thème abordé ici, merci de compléter l'article en donnant les références utiles à sa vérifiabilité et en les liant à la section « Notes et références ».
Le grand prix du cinéma français était une récompense cinématographique française créée en 1934 par l'un des inventeurs du cinéma, Louis Lumière, avec la Société d'encouragement à l'art et à l'industrie (SEAI)[source insuffisante], et remis chaque année jusqu'en 1984.
Il ne doit pas être confondu avec le prix Louis-Delluc, créé deux ans plus tard, ni avec le prix Lumière, créé en 2009.

## Historique
Accusé de conservatisme et d'académisme[réf. nécessaire] par certains, malgré un palmarès récompensant régulièrement de jeunes réalisateurs ou des films « difficiles », le grand prix du cinéma français était décerné en parallèle à d'autres prix comme les Victoires du cinéma français (1946-1964) et les Étoiles de cristal (1955-1975), avant d'être éclipsé par les très médiatiques César créés en 1976.

## Liste des lauréats
- 1934 : Maria Chapdelaine de Julien Duvivier
- 1935 : La Kermesse héroïque de Jacques Feyder
- 1936 : L'Appel du silence de Léon Poirier
- 1937 : Légions d'honneur de Maurice Gleize
- 1938 : Alerte en Méditerranée  de Léo Joannon
- 1939-1945 : non attribué
- 1946 : Farrebique de Georges Rouquier
- 1947 : Monsieur Vincent de Maurice Cloche
- 1948 : Les Casse-pieds de Jean Dréville
- 1949 : non attribué
- 1950 : Jour de fête de Jacques Tati
- 1951 : Journal d'un curé de campagne de Robert Bresson
- 1952 : Les Belles de nuit de René Clair
- 1953 : non attribué
- 1954 : Le Blé en herbe de Claude Autant-Lara
- 1955 : Les Évadés de Jean-Paul Le Chanois
- 1956 : Le Ballon rouge de Albert Lamorisse
- 1956 : Nuit et Brouillard d'Alain Resnais
- 1957 : Porte des Lilas de René Clair
- 1958 : Les Tricheurs de Marcel Carné
- 1959 : Les Étoiles de midi de Marcel Ichac
- 1960 : La Vérité de Henri-Georges Clouzot
- 1961 : Un taxi pour Tobrouk de Denys de La Patellière
- 1962 : Jusqu'au bout du monde de François Villiers
- 1963 : Un roi sans divertissement de François Leterrier
- 1964 : Le Monde sans soleil de Jacques-Yves Cousteau
- 1965 : Viva Maria ! de Louis Malle
- 1966 : Fruits amers de Jacqueline Audry
- 1967 : Vivre pour vivre de Claude Lelouch
- 1968 : Baisers volés de François Truffaut
- 1969 : Le Grand Amour de Pierre Étaix
- 1970 : Mourir d'aimer d'André Cayatte
- 1971 : La Veuve Couderc de Pierre Granier-Deferre
- 1972 : César et Rosalie de Claude Sautet
- 1973 : Projection privée de François Leterrier
- 1974 : Parade de Jacques Tati
- 1975 : L'Histoire d'Adèle H. de François Truffaut
- 1976 : Le Désert des Tartares de Valerio Zurlini
- 1977 : Le Crabe-Tambour de Pierre Schoendoerffer
- 1978 : Un papillon sur l'épaule de Jacques Deray
- 1979 : I… comme Icare de Henri Verneuil
- 1980 : Mon oncle d'Amérique d'Alain Resnais
- 1981 : Garde à vue de Claude Miller
- 1982 : Le Beau Mariage d'Éric Rohmer
- 1983 : La vie est un roman d'Alain Resnais
- 1984 : Un dimanche à la campagne de Bertrand Tavernier
- 1985 : Trois Hommes et un couffin de Coline Serreau
- 1986 : Jean de Florette de Claude Berri et Thérèse d'Alain Cavalier